# Олтрис (Удине)
Олтрис је насеље у Италији у округу Удине, региону Фурланија-Јулијска крајина.
Према процени из 2011. у насељу је живело 74 становника. Насеље се налази на надморској висини од 613 м.